# サカタインクス
サカタインクス株式会社は、大阪府大阪市中央区と東京都文京区に本社（登記上の本店は大阪市西区）を置く日本の化学メーカー。
印刷用インキ大手であり、売上高は日本国内・世界ともに3位である。

## 概要
1896年（明治29年）に日本初となる新聞インキ専業メーカーとして創業。現在は食品パッケージをはじめ、新聞・書籍・雑誌・段ボール・飲料缶などに用いる各種印刷インキの他、インクジェットプリンターインキやエレクトロニクス向け製品なども手がける。
パッケージ用インキに強みを持ち、また、紙媒体用インキにおいても高いシェアを持つ。
海外展開も積極的に行い、世界での売上高は3位である。北米でのインキシェアは2016年時点では3位であり、アジア各国でも高いシェアを持っている。
EMS大手で東京証券取引所プライム市場上場のシークスは、1992年（平成4年）に海外事業部を分社化して設立したサカタインクスインターナショナルが前身である。

## 沿革
- 1896年（明治29年）11月 - 阪田恒四郎が阪田インキ製造所を創業。のちに阪田商会と改称。
- 1920年（大正9年）9月 - 株式会社に改組。
- 1961年（昭和36年）10月 - 大阪証券取引所第2部に上場。
- 1962年（昭和37年）8月 - 大証1部に指定替え。
- 1979年（昭和54年）2月 - 海外初のインキ生産拠点を設置。
- 1987年（昭和62年）
  - 4月 - 欧州に進出。
  - 10月 - 現商号に変更。
- 1988年（昭和63年）
  - 2月 - 北米に進出。
  - 12月 - 東京証券取引所第1部に上場。
- 1989年（平成元年）5月 - インドネシアに進出。
- 1992年（平成4年）7月 - サカタインクスインターナショナル株式会社（現・シークス）を設立。
- 1995年（平成7年）
  - 8月 - インドに進出。
  - 12月 - 中国に進出。
- 2003年（平成15年）11月 - ベトナムに進出。
- 2016年（平成28年）11月 - 創業120周年を迎える。ブラジルに進出。
- 2017年（平成29年）12月 - 主要4工場（東京・大阪・滋賀・羽生）がTPMアドバンスト特別賞を受賞。
- 2020年（令和2年）6月 - ドイツに進出。
- 2021年（令和3年）3月1日 - 同年2月12日[5]に発表した長期ビジョン「SAKATA INX VISION 2030」を開始する[6]。
- 2022年（令和4年）4月 - 東京証券取引所の市場区分見直しにより、「市場第一部」から「プライム市場」に移行。
- 2024年（令和6年）6月17日 - 大阪本社の移転を公表[7]。
- 2025年（令和7年）4月28日 - 大阪本社が大阪市中央区淡路町に移転[8]。

（注記なき出典：）

## 製品
- インキ
  - フレキソインキ
  - グラビアインキ
  - メタルインキ
  - 新聞インキ
  - オフセットインキ
- インクジェットインキ
- トナー
- カラーフィルタ用顔料分散液
- 機能性コーティング剤

## 拠点

### 国内
- 本社
  - 大阪本社（大阪市中央区）
  - 東京本社（東京都文京区）
- 工場
  - 東京工場（千葉県野田市） - 第一研究部を併設
  - 大阪工場（兵庫県伊丹市） - 第二研究部と第三研究部を併設
  - 滋賀工場（滋賀県米原市）
  - 羽生工場（埼玉県羽生市）

（出典：）

### 海外
- 米州：アメリカ、カナダ、ブラジル
- 欧州：イギリス、スペイン、ドイツ、チェコ、イタリア、フランス
- アジア：インドネシア、マレーシア、ベトナム、カンボジア、フィリピン、タイ、インド、バングラデシュ、中国、台湾

（出典：）